# 1703 у літературі

## Події
- 29 липня — Данієль Дефо поставлений до ганебного стовпа за злочин — наклеп — після публікації політичного памфлета «Як найшвидше розправитися з дисентерами» (1702).

## Книги

### Нехудожні
- «Арифметика» — праця Леонтія Магницького.

## Народились
- 5 березня — Василь Тредіаковський, російський вчений і поет.
- 28 червня — Джон Веслі, засновник Методистської церкви, автор проповідей та релігійних гімнів.

## Померли
- 16 травня — Шарль Перро, французький письменник, поет і критик, основоположник жанру літературної казки.
- 26 травня — Семюел Піпс, англійський чиновник морського відомства, автор знаменитого щоденника про повсякденне життя лондонців періоду Стюартівської реставрації.